# Donís
Donís (llamada oficialmente San Fiz de Donís) es una parroquia española del municipio de Cervantes, en la provincia de Lugo, Galicia.

## Organización territorial
La parroquia está formada por trece entidades de población:

### Entidades de población
Entidades de población que forman parte de la parroquia:
- As Pontes
- Cabana Xaraz
- Castelo
- Corneantes
- Donís
- Moreira
- Noudelo
- Piornedo
- Robledo
- Vilar
- Vilarello
- Xantes

### Despoblado
Despoblado que forma parte de la parroquia:
- O Mazo

## Demografía
| Gráfica de evolución demográfica de Donís entre 2000 y 2019 |
|                                                             |
| Datos según el nomenclátor publicado por el INE.            |